# Campionati asiatici di atletica leggera indoor 2012
I Campionati asiatici di atletica leggera indoor 2012 si sono svolti a Hangzhou (Cina) dal 18 al 19 febbraio 2012. Parteciparono 195 atleti provenienti da 26 paesi, i quali presero parte ad un totale di 25 gare.
La Cina si aggiudicò 14 medaglie d'oro, piazzandosi in testa al medagliere dei Campionati. Al secondo posto l'Iran con tre ori seguito dal Bahrein, sempre con tre medaglie d'oro.

## Uomini
| Specialità | Oro                                              | Prestazione                                      | Argento                                          | Prestazione                                      | Bronzo                                           | Prestazione                                      |
| 60 m | Reza Ghasemi                                     | 6"68                                             | Lai Chun Ho                                      | 6"78                                             | Hassan Heidarpour                                | 6"78                                             |
| 400 m | Reza Bouazar                                     | 48"09                                            | Chang Pengben                                    | 48"47                                            | Amin Ghelichi                                    | 48"64                                            |
| 800 m | Mohammad Al-Azemi                                | 1'47"37                                          | Adnan Taes                                       | 1'49"42                                          | Yang Xiaofei                                     | 1'50"32                                          |
| 1500 m | Mohammed Shaween                                 | 3'57"84                                          | Mohamed Al-Garni                                 | 3'58"04                                          | Omar Al-Rasheedi                                 | 3'59"83                                          |
| 3000 m | Bilisuma Shugi                                   | 7'43"88                                          | Mohamed Al-Garni                                 | 7'46"17                                          | Alemu Bekele                                     | 7'48"04                                          |
| 60 m ostacoli | Jiang Fan                                        | 7"74                                             | Abdulaziz Al-Mandeel                             | 7"82                                             | Ji Wei                                           | 7"85                                             |
| Staffetta 4×400 m | Evento cancellato causa mancanza di partecipanti | Evento cancellato causa mancanza di partecipanti | Evento cancellato causa mancanza di partecipanti | Evento cancellato causa mancanza di partecipanti | Evento cancellato causa mancanza di partecipanti | Evento cancellato causa mancanza di partecipanti |
| Salto in alto | Mutaz Essa Barshim                               | 2,37 m                                           | Zhang Guowei                                     | 2,28 m                                           | Majed Al-Din Ghazal                              | 2,24 m                                           |
| Salto con l'asta | Yang Yansheng                                    | 5,50 m                                           | Zhang Wei                                        | 5,40 m                                           | Junya Nagata                                     | 5,30 m                                           |
| Salto in lungo | Li Jinzhe                                        | 7,98 m                                           | Rikiya Saruyama                                  | 7,63 m                                           | Kumaravel Premkumar                              | 7,62 m                                           |
| Salto triplo | Dong Bin                                         | 17,01 m                                          | Cao Shuo                                         | 17,01 m                                          | Li Yanxi                                         | 16,23 m                                          |
| Getto del peso | Zhang Jun                                        | 19,78 m                                          | Wang Guangfu                                     | 19,40 m                                          | Wang Like                                        | 19,09 m                                          |
| Eptathlon | Dmitriy Karpov                                   | 5928 punti                                       | Keisuke Ushiro                                   | 5590 punti                                       | Hiromasa Tanaka                                  | 5033 punti                                       |
| record mondiale; record mondiale stagionale; record asiatico; record dei campionati; record nazionale; record personale; record personale stagionale. |                                                  |                                                  |                                                  |                                                  |                                                  |                                                  |

## Donne
| Specialità | Oro                                                    | Prestazione | Argento                                                                         | Prestazione | Bronzo                                                                     | Prestazione |
| 60 m | Wei Yongli                                             | 7"37        | Tao Yujia                                                                       | 7"40        | Viktoriya Zyabkina                                                         | 7"44        |
| 400 m | Maryam Tousi                                           | 53"85       | Chen Jingwen                                                                    | 54"17       | Tang Xiaoyin                                                               | 55"06       |
| 800 m | Zhao Jing                                              | 2'04"15     | Genzeb Shumi                                                                    | 2'05"96     | Song Tingting                                                              | 2'11"32     |
| 1500 m | Genzeb Shumi                                           | 4'15"85     | Betlhem Desalegn                                                                | 4'16"97     | Liu Fang                                                                   | 4'18"32     |
| 3000 m | Shitaye Eshete                                         | 8'49"27     | Betlhem Desalegn                                                                | 8'53"56     | Tejitu Daba                                                                | 8'53"75     |
| 60 m ostacoli | Wu Shuijiao                                            | 8"24        | Natalya Ivoninskaya                                                             | 8"29        | Sun Yawei                                                                  | 8"35        |
| Staffetta 4×400 m | Cina Chen Yanmei Tang Xiaoyin Cheng Chong Chen Jingwen | 3'40"34     | Kazakistan Natalya Tukova Yekaterina Yermak Margarita Kudinova Alexandra Kuzina | 3'44"85     | Kirghizistan Olesia Korovina Anna Bulanova Ksenia Kadkina Iuliia Khodykina | 3'56"11     |
| Salto in alto | Zheng Xingjuan                                         | 1,92 m      | Wang Yang                                                                       | 1,88 m      | Dương Thị Việt Anh                                                         | 1,84 m      |
| Salto con l'asta | Li Ling                                                | 4,50 m      | Choi Yun-hee                                                                    | 4,30 m      | Megumi Nakada                                                              | 4,15 m      |
| Salto in lungo | Lu Minjia                                              | 6,33 m      | Anastassiya Kudinova                                                            | 6,23 m      | Wang Wupin                                                                 | 6,22 m      |
| Salto triplo | Xie Limei                                              | 14,06 m     | Li Yanmei                                                                       | 13,73 m     | Lyudmila Grankovskaya                                                      | 13,22 m     |
| Getto del peso | Liu Xiangrong                                          | 18,37 m     | Leila Rajabi                                                                    | 17,51 m     | Meng Qianqian                                                              | 16,13 m     |
| Pentathlon | Irina Karpova                                          | 4050 punti  | Dương Thị Việt Anh                                                              | 3812 punti  | Sepideh Tavakoli                                                           | 3775 punti  |
| record mondiale; record mondiale stagionale; record asiatico; record dei campionati; record nazionale; record personale; record personale stagionale. |                                                        |             |                                                                                 |             |                                                                            |             |

## Medagliere
Legenda
     Paese ospitante
| Posiz. | Nazione             | Oro | Argento | Bronzo | Totale |
| ------ | ------------------- | --- | ------- | ------ | ------ |
| 1      | Cina                | 14  | 9       | 10     | 33     |
| 2      | Iran                | 3   | 1       | 3      | 7      |
| 3      | Bahrein             | 3   | 1       | 2      | 6      |
| 4      | Kazakistan          | 2   | 3       | 2      | 7      |
| 5      | Qatar               | 1   | 2       | 0      | 3      |
| 6      | Kuwait              | 1   | 1       | 1      | 3      |
| 7      | Arabia Saudita      | 1   | 0       | 0      | 1      |
| 8      | Giappone            | 0   | 2       | 3      | 5      |
| 9      | Emirati Arabi Uniti | 0   | 2       | 0      | 2      |
| 10     | Vietnam             | 0   | 1       | 1      | 2      |
| 11     | Hong Kong           | 0   | 1       | 0      | 1      |
| 11     | Iraq                | 0   | 1       | 0      | 1      |
| 11     | Corea del Sud       | 0   | 1       | 0      | 1      |
| 14     | India               | 0   | 0       | 1      | 1      |
| 14     | Kirghizistan        | 0   | 0       | 1      | 1      |
| 14     | Siria               | 0   | 0       | 1      | 1      |
| Total  | Total               | 25  | 25      | 25     | 75     |

## Nazioni partecipanti
- Bahrein (6)
- Cina (63)
- Taipei cinese (7)
- Hong Kong (7)
- India (14)
- Indonesia (3)
- Iran (13)

- Iraq (1)
- Giappone (10)
- Kazakistan (15)
- Kuwait (8)
- Kirghizistan (7)
- Laos (2)
- Macao (6)

- Mongolia (7)
- Pakistan (2)
- Filippine (1)
- Qatar (3)
- Arabia Saudita (1)
- Singapore (4)
- Corea del Sud (2)

- Siria (1)
- Thailandia (2)
- Turkmenistan (5)
- Emirati Arabi Uniti (2)
- Vietnam (3)